# Chiesa di Sant'Agata (Radicofani)
La chiesa di Sant'Agata è una chiesa cattolica che si trova a Radicofani.

## Storia e descrizione
La chiesa è una costruzione del XVIII secolo innalzata sul paramento murario di un edificio civile medievale del quale restano gli archi acuti tamponati nella facciata a capanna. Il portale architravato e con timpano introduce ad un ambiente ad una sola navata. Nella parete destra, un singolare Crocifisso cinquecentesco. Il capolavoro della chiesa è la grande robbiana con la Madonna col Bambino e i Santi Francesco, Elisabetta d'Ungheria, Cristina di Bolsena (o Orsola) e Lorenzo, che orna l'altare maggiore, riconducibile alla mano di Andrea della Robbia (1500 circa). Nella parete sinistra si trova il gruppo ligneo policromato con la Madonna, i Santi Saturnino ed Agata ed il paese di Radicofani (1727), di scuola senese.